# Strongylopus grayii
Strongylopus grayii (tên tiếng Anh: Gray's Stream Frog) là một loài ếch trong họ Ranidae.
Nó được tìm thấy ở Lesotho, Saint Helena, Nam Phi, Swaziland, có thể cả Botswana, và có thể cả Namibia.
Các môi trường sống tự nhiên của chúng là các khu rừng ôn hòa, xavan khô, xavan ẩm, vùng cây bụi ôn đới, thảm cây bụi kiểu Địa Trung Hải, vùng đồng cỏ ôn đới, đồng cỏ khô nhiệt đới hoặc cận nhiệt đới vùng đất thấp, đồng cỏ nhiệt đới hoặc cận nhiệt đới vùng ngập nước hoặc lụt theo mùa, đầm nước, đầm nước ngọt, đầm nước ngọt có nước theo mùa, phá nước ngọt ven biển, đất canh tác, vùng đồng cỏ, các đồn điền, vườn nông thôn, các vùng đô thị, khu vực trữ nước, ao, ao nuôi trồng thủy sản, và kênh đào và mương rãnh.

## Hình ảnh

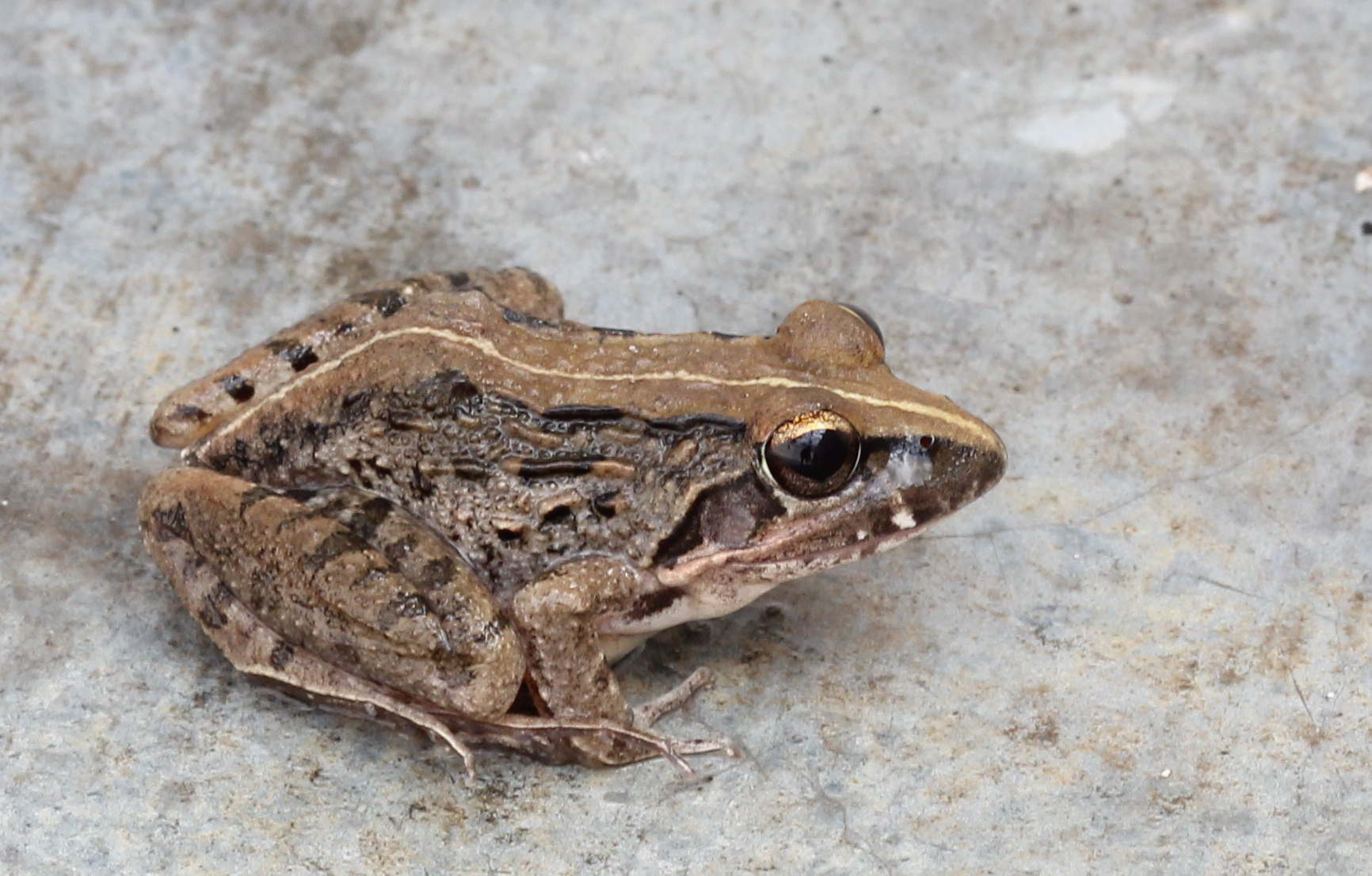
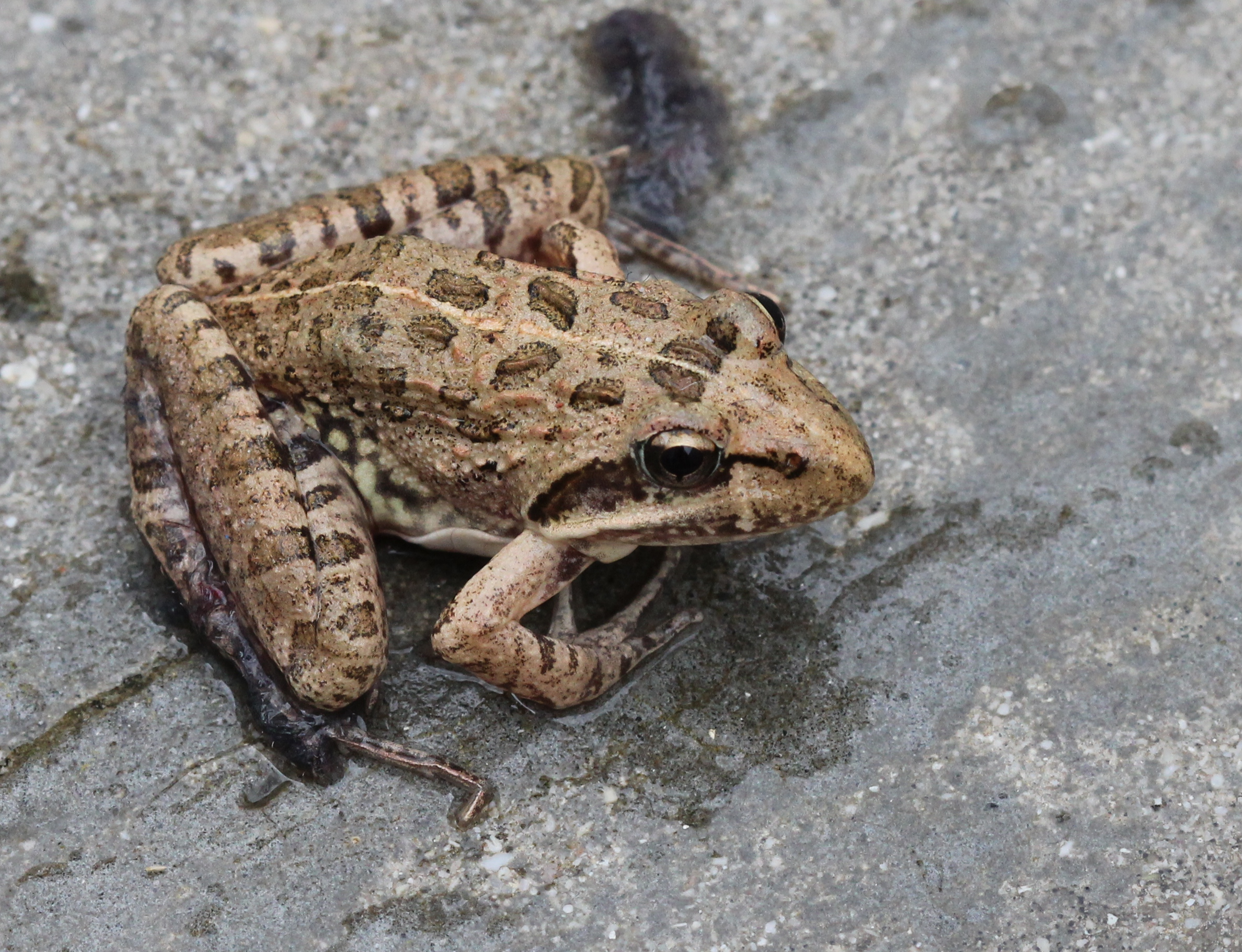
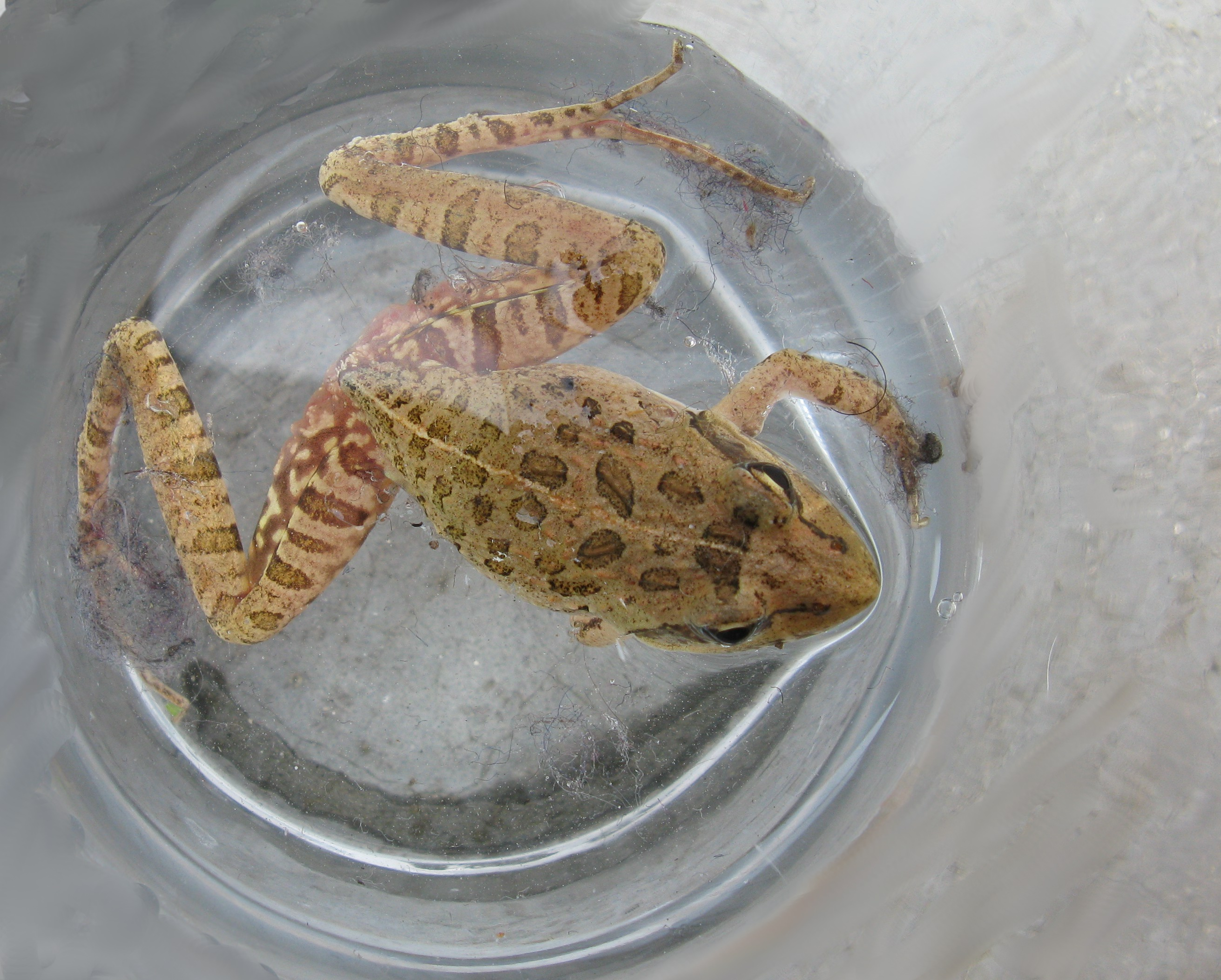
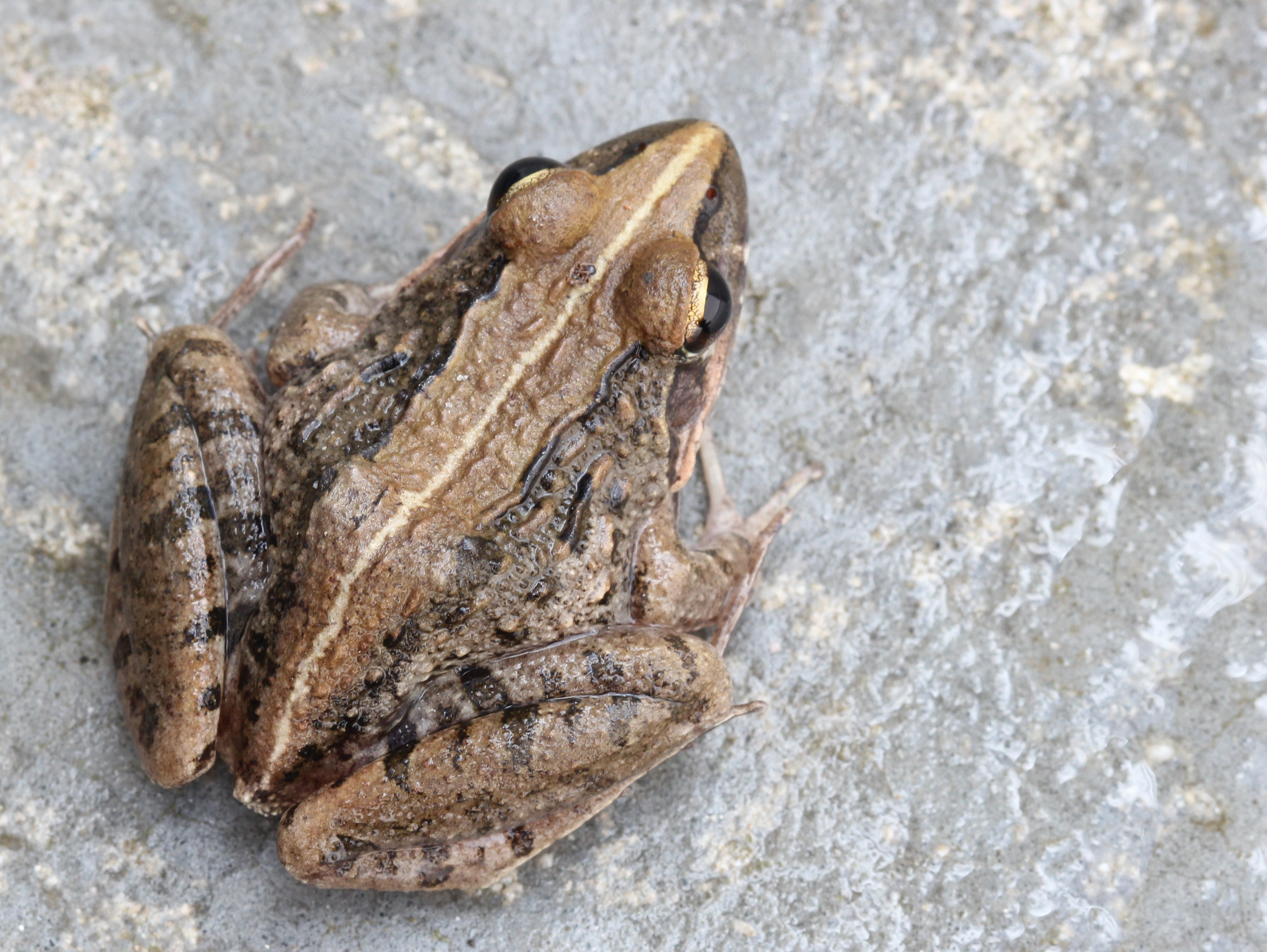